# 淺靜脈
淺靜脈（superficial veins）是指靠近身体表面的静脉。这与远离身体表面的深靜脈不同。浅静脉是位于皮下组织中位置表浅的“非伴行性”（不与动脉伴行）皮下静脉，一般位于皮下浅筋膜内。浅静脉数目多，有各自独立的名称、走行和引流范围，但最终均注入深静脉。
浅静脉在生理上是身体降温的重要器官。当身体温度过高时，身体会将血液从深静脉分流到浅静脉，以便于將热量传递到周围环境。人們在皮肤下可以看到浅静脉。临床上，可通过浅静脉取血检查或输入液体、药物。